# Villahermosa (Tabasco)
Villahermosa is de hoofdstad en tevens grootste stad van de staat Tabasco in Mexico. Villahermosa heeft 335.778 inwoners (census 2005) en is de hoofdplaats van de gemeente Centro. In de stad is het Museo La Venta te vinden over de precolumbiaanse stad La Venta.
Villahermosa ligt aan de oevers van de Grijalva. De stad heeft een tropisch klimaat; in de lente is het er gemiddeld 40 °C met een luchtvochtigheid van 90%.
De stad werd op 24 juni 1596 gesticht als Santa María de La Victoria. In 1641 werd het de hoofdstad van de provincie Tabasco nadat de vorige hoofdstad was vernietigd door piraten. In 1826 werd het als stad erkend en hernoemd tot Villa Hermosa de San Juan Bautista. In 1915 veranderde Francisco Múgica, de toenmalige gouverneur van Tabasco, de naam tot Villahermosa.
Op 31 oktober 2007 liep de stad door ernstige overstromingen vrijwel volledig onder water. Communicatie en voedselvoorziening waren uitgevallen en de stad was praktisch geïsoleerd geraakt van de rest van het land. Gouverneur Andrés Granier vergeleek de situatie met die van New Orleans na de orkaan Katrina in 2005.

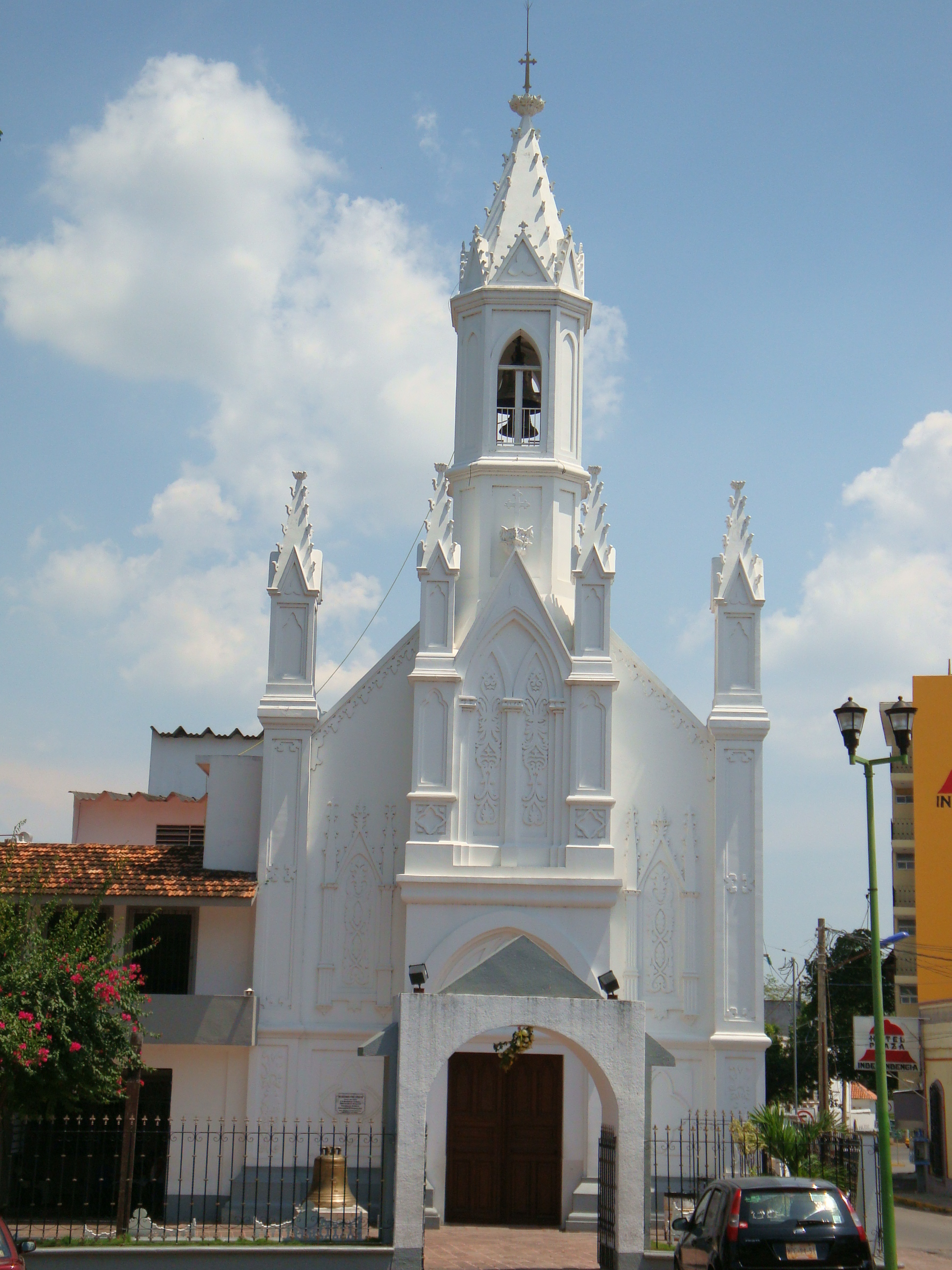
Katholieke kerk Iglesia de la Concepción

## Geboren
- Andrés Granier Melo (1948), politicus
- Roberto Madrazo (1952), politicus
- Paulina Gaitán (1992), actrice
- Diego Lainez (2000), voetballer